# 전설의 용사 반달가면
"전설의 용사 반달가면"은 비유엠 영화 제작소에서 1990년에 제작된 액션 영화로 반달가면 시리즈 1편이고 감독은 임종호인데 2편(신비의 용사)부터는 오프닝에 주제가가 나오지 않는 동시에 여배우들이 변경됐으며 3편(우주의 용사)은 시리즈 중 유일하게 극장용으로 만들어졌고 4편은 1편부터 메가폰을 잡은 임종호 감독 대신 2편에서 무술감독 겸 장동일 형사, 3편에서 무술감독 겸 아바돈 역을 맡은 장동일이 직접 메가폰을 잡았으며 5편(환상의 용사)은 1편에 이어 상.하로 나뉘었고 이철혁 전 영화음악작곡가협회장이 음악감독을 맡으면서 1편부터 영화에 간간이 등장한 주제가가 해당 시리즈부터 나오지 않으며 나반장은 1편부터 출연해 온  최영준 대신 김명덕으로 바뀌었고 대부분의 어린이영화들이 그랬던 것처럼 현실감없는 내용으로 일관했다는 지적이 있었는데  전편(위기의 용사 반달가면)부터 스토리가 부자연스러워지면서 반달가면들이 전작들보다 약해졌으며 결국 6편(헤라클행성으로 돌아온 반달가면)에서는 반달가면들이 장렬하게 죽는 새드엔딩으로 막을 내렸는데 이렇게 된 건 제작사의 급한 사정으로 풀이된다.

## 등장인물

### 주인공
- 김흥국 - 강혁(반달가면)(성우: 김환진)

### 주변 인물
- 최영준 - 나반장
- 김민정 - 장혜리
- 김현숙 - 나희
- 박세범 - 제트
- 김태량 - 윤 박사
- 정종렬 - 왕팔이
- 안남 - 설 마담
- 노진우 - 마쓰모도
- 임채윤 - 아가리
- 이성규 - 조 형사
- 남형호 - 훈이
- 박영희 - 미라
- 전문식 - 엑스
- 김민수 - 까마귀
- 남진모 - 까치

## 제작진
- 감독 : 임종호
- 조감독 : 권왕례
- 각본 : 김춘범
- 각색 : 임종호
- 촬영 : 정재승
- 조명 : 신준하
- 제작 : 이원율
- 제작부장 : 방성철
- 녹음 : 돌코녹음실
- 총지휘 : 김춘범
- 기획 : 남우영
- 특수효과 : 백진
- 무술감독 : 장동일
- 음악 : 김종호
- 편집 : 강명완
- 현상 : 제일현상소

## 상영 정보
- 비디오출시 : 1991년 2월 9일 (VHS, 비유엠 영화 제작소)